# Szadzko
Szadzko [ˈʂat͡skɔ] (tiếng Đức: Saatzig) là một ngôi làng ở quận hành chính của Gmina Dobrzany, trong Stargardzki, Zachodniopomorskie, ở tây bắc Ba Lan. Nó nằm khoảng 2 dặm (3 km) về phía tây nam Dobrzany, 16 mi (26 km) về phía đông của Stargard và 34 mi (55 km) về phía đông của thủ đô khu vực Szczecin.